# ناراهارا شیگه‌رو
ناراهارا شیگه‌رو، ناراهارا کوگورو (به ژاپنی: 奈良原 繁 Narahara Shigeru); ۲۹ ژوئن ۱۸۳۴ – ۱۳ اوت ۱۹۱۸) یک سیاستمدار در دوره میجی از اهالی قلمروی ساتسوما در ژاپن بود. وی هشتمین فرماندار استان اوکیناوا از سال ۱۸۹۲ تا ۱۹۰۸ میلادی بود. از وی به عنوان مسبب کشته شدن تاجر انگلیسی در سال ۱۸۶۲ در حادثه ناماموگی که منجر به بمباران کاگوشیما توسط انگلستان شد، نام برده می‌شود.